# Alman (Ethnophaulismus)
Alman (türkisch Alman „Deutscher“, Betonung: Álman) ist eine in vielen Sprachen gebräuchliche neutrale Bezeichnung für Deutsche. Im deutschen Sprachraum wird es mitunter als ethnophaulistischer Slangbegriff verwendet, mit dem mehrheitlich Menschen mit Migrationshintergrund sich über klischeehaft „deutsches Verhalten“ oder autochthone Deutsche lustig machen, wobei der Begriff auch gezielt als Schimpfwort verwendet werden kann. Andere Ethnophaulismen für Deutsche sind Kartoffel und Kraut.

## Herkunft, Bedeutung, Verbreitung

### Historische Herkunft und Verwendung in anderen Sprachen
Die Bezeichnung geht historisch auf das französische Wort Allemand für „Deutscher“ zurück; das sich wiederum von der Bezeichnung des Germanen-Stammes der Alamannen ableitet. Aus dem Französischen fand das Wort Eingang in benachbarte oder beeinflusste Sprachräume, darunter ins Spanische (Alemán), Portugiesische (Alemão) und Arabische (arabisch ألماني Almani, Pl. arabisch ألمان Alman). Über das Französische fand das Wort wiederum Eingang in weitere Sprachen wie das Türkische (Alman), Persische (persisch آلمانی Almani) und Kurmandschi-Kurdische (Almanî). Die Sprachwurzel Alman ist daher in Südwesteuropa, sowie global in sämtlichen arabisch-, französisch-, portugiesisch- und spanischsprachigen Ländern verbreitet, ebenso in vielen anderen Ländern des Nahen und Mittleren Ostens und in der Türkei.

### „Rückkehr“ in den deutschen Sprachgebrauch
Im Zuge der Gastarbeiter-Migration in den 1950er- und 1970er-Jahren und den Anwerbeabkommen insbesondere mit der Türkei, Marokko und Tunesien, sowie durch Zuwanderung ausländischer Studenten aus dem Nahen und Mittleren Osten und Fluchtmigration etwa aus dem Libanon und Afghanistan kamen bereits bis in die 1990er-Jahre eine große Zahl von Menschen nach Deutschland, in deren Herkunftssprachen Alman bzw. Almani die Bezeichnung für Deutsche ist. Deren in Deutschland aufwachsende Kinder sind entsprechend sowohl mit der Herkunftskultur ihrer Familie als auch der Kultur der nicht-migrantischen Mehrheitsbevölkerung sozialisiert.

## Sprachgebrauch

### Bezeichnung für klischeehaftes „deutsches Verhalten“
Im Zuge der Integration in die Mehrheitsgesellschaft und kulturellen Unterschieden wird das Wort Alman insbesondere von der zweiten und dritten Generation von Migranten als Bezeichnung verwendet, mit der man sich über klischeehaft „typisch deutsches Verhalten“ oder einzelne Deutsche lustig machen kann. Durch die Abgrenzung zu den so Bezeichneten kann ferner ein Gefühl der Zugehörigkeit zur eigenen Gruppe und Stärkung der eigenen Identität entstehen.
Zu den Klischees gehört etwa „besonders pünktlich, spießig, prinzipientreu, pingelig, eben: besonders deutsch“ zu sein; wobei die Klischees auch auf weitere Aspekte des „Deutschseins“ erweitert werden können wie Kleingeist und Ignoranz im Denken, „deutsches“ Aussehen, deutsche Kultur und Brauchtum, die deutsche Sprache, deutsche Namen, der deutsche Humor an sich, deutsche Kleidungs-, Ess- und Trinkgewohnheiten, deutsches Verhalten und Spießbürgerlichkeit und die deutsche Lebens- und Arbeitsmoral. Ein Alman falle im Alltag besonders durch sein schlichtes und unauffälliges Auftreten, seine penetrante Ordentlichkeit und seinen Pseudointellekt auf.

### Verwendung zur Selbstbezeichnung
Dabei kann der Begriff allerdings nicht nur gegen, sondern auch auf die eigene Person und Gruppe bezogen werden; das heißt auch als ironische Selbstbezeichnung für Deutsche mit Migrationshintergrund, wenn sie selbst dem Klischee des autochthonen Deutschen entsprechen. „Wenn man sehr pünktlich ist oder seine Aufgaben gut gemacht hat, wird man eben als Alman bezeichnet.“, so Cihan Sinanoğlu von der Türkischen Gemeinde in Deutschland. Jeder kann sich also „almanhaft“ verhalten, egal, woher man kommt.

## Rassismus-Debatte
Die Tatsache, dass das Wort Alman auch als Spott- oder gar Schimpfwort gegenüber ethnisch „Deutschen“ gebraucht werden kann, ist Anlass für eine vermeintlich rassistische Bedeutung des Wortes. In der NZZ kritisiert Marc Felix Serrao Bezeichnungen wie Alman als „Schmähbegriffe“, die in abwertender Absicht auch von Journalisten gebraucht würden, die sich sonst gegen Diskriminierung einsetzten. Die Kommunikationswissenschaftlerin Natasha A. Kelly sieht einen klaren Unterschied zwischen Alman und klassischen rassistischen Begriffen wie Neger, die in Zusammenhang mit historischer rassistischer Diskriminierung stünden. Aus Sicht von Mohamed Amjahid ist Alman ein „humorvoll gemeinter, lässiger Begriff“, aber nicht rassistisch. Der Journalist Johannes Voigt sieht im Begriff Alman eine Gegenbewegung zu den Begriffen und Klischees über Ausländer und Minderheiten, die sich teilweise im deutschen Sprachgebrauch wiederfinden. Oft handele es sich bei der Verwendung des Begriffs jedoch nur um Satire, (Selbst-)Ironie, schwarzen Humor und Sarkasmus ohne einen beleidigenden Charakter.
Eine Civey-Umfrage von 2020 ergab, dass 17 % der Befragten den Begriff (eher) als beleidigend, 52 % ihn als (eher) nicht beleidigend empfanden.
In Deutschland lebende Türkeistämmige werden in der Türkei häufig – mitunter abwertend – als Almancı (Deutsche) bezeichnet.

## Verwendung in der Populärkultur
Der Deutschlandfunk sieht die Selbstironie über deutsche Klischees als eine Weiterentwicklung des deutschen Humors, die sich vor allem durch die vielen Memes mit Situationskomik in der Netzkultur auszeichnet und durch Social-Media-Plattformen wie Instagram und YouTube verbreitet wird. Besonders bekannt ist dabei der Instagram-Account Alman Memes, der 2017 gestartet ist, dann gelöscht wurde und seit April 2019 unter dem Namen Alman Memes 2.0 fortgesetzt wird. Der Account hat über 600.000 Follower (Juni 2022) und wird von Sina Scherzant und Marius Notter betrieben. Sie wählten den Namen Alman Memes, da sie fürchteten, dass Begriffe mit ähnlichen Bedeutungen wie „Kartoffel Memes“ oder „Deutschland Memes“ von Interessengruppen hätten instrumentalisiert werden können. Mit dem Kanal persiflieren sie „typisch deutsches“ Verhalten und wollen laut eigener Aussage ein Spiegel für die Gesellschaft sein. Auch auf Twitter wird der Begriff häufig in Diskussionen verwendet, um zum Beispiel auf deutsche Spießbürgerlichkeit hinzuweisen.
Der Rapper Felix Krull veröffentlichte ein Album mit dem Namen Alman Tape, das sich den deutschen Klischees widmet. Auch der von Funk unterstützte Webvideoproduzent und ehemaliges Y-Titty-Mitglied Phil Laude parodiert in seinen Videos öfter den Alman. Sein Musikvideo über den Alman wurde mehr als 7 Millionen Mal aufgerufen (Stand: 2021). Almania ist eine deutsche Comedyserie von Phil Laude, in welcher er den überkorrekten Lehrer Frank Stimpel spielt.
Verschiedene Artikel der taz-Kolumne Habibitus von Hengameh Yaghoobifarah verwenden den Begriff in pejorativer Weise, auch der Zeit-Kolumnist Tillmann Prüfer setzt sich mit dem Begriff auseinander: Eine seiner Töchter nutze Alman als „Lieblingsschimpfwort“ – auch ihrem Vater gegenüber. Zur Zeit der Kolumne gäbe es auf TikTok das beliebte Hashtag „#AlmanDad“, mit dem Videoproduzenten sich über ihre Eltern amüsieren. Dabei ermöglichten nach Ansicht des Autors erst die „spießigen“ Verhaltensweisen der Eltern, sich als sog. creator zu verwirklichen.
Der Theologe Justus Geilhufe und der Tagesschau-Sprecher Ralph Baudach starteten 2023 den Podcast West-östlicher Alman (Anspielung auf West-östlicher Divan und Alman).